# Ulf Lindgren
Ulf Erik Ragnar Lindgren, född 4 februari 1946 i Enskede församling i Stockholm, är en före detta domare i Elitserien i ishockey. Han fick Guldpipan 1985. Han är även ledamot av Svenska ishockeyförbundets disciplinnämnd.